# エクトール・ルイス・ガルシア
エクトール・ルイス・ガルシア・モラ（Hector Luis García Mora、1991年11月1日 - ）は、ドミニカ共和国のプロボクサー。サン・フアン・デ・ラ・マグアーナ出身。元WBA世界スーパーフェザー級王者。

## 来歴

### アマチュア時代
2015年、パンアメリカンアマチュアボクシング選手権にバンタム級（56kg）で出場し、決勝でアンディ・クルスに敗れて準優勝。
2016年、リオデジャネイロオリンピックにバンタム級（56kg）で出場し、1回戦でベラルーシのドミトリー・アサナウに敗れた。

### プロ時代
2016年12月、プロに転向しデビュー戦を3回終了時相手の棄権によりTKO勝ち。
2018年11月10日、サントドミンゴのホテル・ジャラグアでロビン・サモラとWBAラテンアメリカフェザー級王座決定戦を行い、2回KO勝ちを収め獲得した。
2019年7月27日、サントドミンゴのコリセオ・カルロス・"テオ"・クルスでアンバル・ユヌソフとWBAラテンアメリカフェザー級タイトルマッチを行い、11回2-1（105-103、107-101、102-106）の判定勝ちを収め初防衛に成功した。
2022年2月26日、ラスベガスのコスモポリタンで元WBA世界スーパーフェザー級暫定王者のクリス・コルバートとWBA世界同級挑戦者決定戦を行い、試合前のオッズでは1.04倍対9倍でガルシアの圧倒的不利と目されていたが、大番狂わせとなる12回3-0（118-109×2、119-108）の判定勝ちを収めロジャー・グティエレスへの挑戦権を獲得した。当初はコルバートが指名挑戦者としてグティエレスに挑戦することが決まっていたが、試合の約2週間前にグティエレスが新型コロナウイルスに感染し試合欠場が決まったことで挑戦者決定戦に1階級下のフェザー級でWBA5位にランクインしていたガルシアが代役として抜擢された。 
2022年8月20日、フロリダ州ハリウッドのハード・ロック・ライブにてセルゲイ・リピネッツ対オマール・フィゲロアの前座でWBA世界スーパーフェザー級王者のロジャー・グティエレスと対戦し、12回3-0（118-110、117-111×2）の判定勝ちで王座を獲得した。
2023年1月7日、ワシントンD.C.のキャピタル・ワン・アリーナにて1階級上のWBA世界ライト級レギュラー王者ジャーボンテイ・デービスに挑戦するも、8回終了後に棄権によるTKO負けでキャリア初黒星を喫するとともにライト級王座の獲得と2階級制覇に失敗した。なお、8回途中にリングサイドで客同士の乱闘が勃発し、試合が中断するハプニングが起こった。
2023年5月25日、WBAはWBA世界スーパーフェザー級王者ガルシアと同級1位のラモン・ローチ・ジュニアとの指名試合に於ける入札が行われ、ゴールデンボーイ・プロモーションズの代理で参加したラモン・ローチ・シニアが提示した351,000ドルに対してガルシアを擁するTGBプロモーションズが410,000ドルを提示した為興行権を落札、ファイトマネーはガルシアが落札額の75%に当たる307,500ドル、ローチ・ジュニアは25%に当たる102,500ドルを受け取ることとなった。
2023年11月25日、ネバダ州ラスベガスのミケロブ・ウルトラ・アリーナにてデビッド・ベナビデス対デメトリアス・アンドラーデの前座でWBA世界スーパーフェザー1位のラモン・ローチ・ジュニアと対戦するも、最終回でローチ・ジュニアにダウンを奪われ12回1-2（113-114、114-113、111-116）の判定負けを喫し王座から陥落した。

## 戦績
- プロボクシング：21戦 16勝 (10KO) 2敗 3無効試合

| 戦           | 日付           | 勝敗 | 時間    | 内容    | 対戦相手                       | 国籍           | 備考                                    |
| ------------ | -------------- | ---- | ------- | ------- | ------------------------------ | -------------- | --------------------------------------- |
| 1            | 2016年12月16日 | ☆    | 3R 終了 | TKO     | マルレンブロン・アクナ         | ベネズエラ     | プロデビュー戦                          |
| 2            | 2017年2月24日  | ☆    | 6R      | 判定3-0 | ロビンソン・ガルシア           | ベネズエラ     |                                         |
| 3            | 2017年6月24日  | ☆    | 2R 1:03 | TKO     | ミゲル・エンカルナシオン       | ドミニカ共和国 |                                         |
| 4            | 2017年7月26日  | ☆    | 6R      | 判定3-0 | マイコル・ビューモント         | ベネズエラ     |                                         |
| 5            | 2017年9月14日  | –    | 6R      | NC      | アルフォンソ・ペレス           | ベネズエラ     |                                         |
| 6            | 2017年12月22日 | ☆    | 2R 1:31 | TKO     | マヌエル・ゴンサレス・ガルシア | ドミニカ共和国 |                                         |
| 7            | 2018年2月24日  | ☆    | 4R 0:39 | TKO     | ホセ・ルイス・グラテロール     | ベネズエラ     |                                         |
| 8            | 2018年6月23日  | ☆    | 6R 1:45 | KO      | ラファエル・ヘルナンデス       | ベネズエラ     |                                         |
| 9            | 2018年7月16日  | ☆    | 1R 0:57 | KO      | アントニ・アルマス             | ベネズエラ     |                                         |
| 10           | 2018年8月25日  | ☆    | 2R 2:33 | TKO     | レオネル・ルーゴ               | ベネズエラ     |                                         |
| 11           | 2018年11月10日 | ☆    | 2R      | KO      | ロビン・サモラ                 | ニカラグア     | WBAラテンアメリカフェザー級王座決定戦   |
| 12           | 2019年3月2日   | –    | 1R      | NC      | チャーリー・セラーノ           | アメリカ合衆国 |                                         |
| 13           | 2019年4月27日  | ☆    | 3R 終了 | TKO     | ロナル・ロン                   | ベネズエラ     |                                         |
| 14           | 2019年7月27日  | ☆    | 11R     | 判定2-1 | アンバル・ユヌソフ             | タジキスタン   | WBAラテンアメリカ防衛1                  |
| 15           | 2020年12月16日 | –    | 3R      | NC      | マルコ・アセベド               | ドミニカ共和国 |                                         |
| 16           | 2021年7月21日  | ☆    | 4R 0:57 | TKO     | ミゲル・モレノ・ゴンザレス     | メキシコ       |                                         |
| 17           | 2021年12月18日 | ☆    | 8R      | 判定3-0 | イサック・アベラル             | メキシコ       |                                         |
| 18           | 2022年2月26日  | ☆    | 12R     | 判定3-0 | クリス・コルバート             | アメリカ合衆国 |                                         |
| 19           | 2022年7月17日  | ☆    | 12R     | 判定3-0 | ロジャー・グティエレス         | ベネズエラ     | WBA世界スーパーフェザー級タイトルマッチ |
| 20           | 2023年1月7日   | ★    | 9R 0:13 | TKO     | ジャーボンテイ・デービス       | アメリカ合衆国 | WBA世界ライト級タイトルマッチ           |
| 21           | 2023年11月25日 | ★    | 12R     | 判定1-2 | ラモン・ローチ・ジュニア       | アメリカ合衆国 | WBA王座陥落                             |
| テンプレート |                |      |         |         |                                |                |                                         |

## 獲得タイトル
- WBAラテンアメリカフェザー級王座
- WBA世界スーパーフェザー級王座(防衛0)